# Frédérique Espagnac
Pour les articles homonymes, voir Espagnac (homonymie).
Frédérique Espagnac, née le 19 avril 1972 à Tarbes, est une femme politique française.

## Biographie
Elle est attachée de presse de François Hollande. Elle est la présidente de l'Office de commerce et de l'artisanat de Pau et des professions libérales (Ofcap) de 2010 à 2013,.
Elle est élue sénatrice lors des sénatoriales de 2011,.
Après l'élection d'Harlem Désir comme premier secrétaire du Parti socialiste, et jusqu'après les élections municipales de mars 2014, Frédérique Espagnac devient porte-parole du PS, fonction qu'elle partage avec David Assouline, Eduardo Rihan Cypel et Laurence Rossignol.
Après la victoire de Benoît Hamon à la primaire citoyenne de 2017, elle devient l'une de ses porte-parole pour la campagne présidentielle.
Le 8 juillet 2017, elle intègre la direction collégiale du PS.
En 2020, elle est visée par une enquête du Parquet national financier pour l’utilisation de 100 000 € de frais de mandat à des fins personnelles.

## Vie privée
Elle est la compagne de Jean-Baptiste Lemoyne,.

## Détail des fonctions et des mandats
Mandats locaux
- 2008 - 2015 : conseillère municipale de Pau
- 2008 - 2015 : conseillère à la communauté d'agglomération de Pau-Pyrénées
- 2004 - 2010 : conseillère régionale d'Aquitaine
- depuis 2015 : conseillère régionale de Nouvelle-Aquitaine

Mandat parlementaire
- depuis le 1er octobre 2011 : sénatrice des Pyrénées-Atlantiques

Autre fonction
- de 2010 à 2013 : présidente de l'Ofcap